# Сеоска кућа у Љуби
Сеоска кућа у Љуби, насељеном месту на територији општине Шид, подигнута је половином 19. века, пошто је у катастарску мапу уцртана 1864. године. Представља непокретно културно добро као споменик културе од великог значаја. 

## Изглед куће
Кућа је четвороделна и карактеристичан је пример куће са подручја Фрушке горе, подигнута је на зиданом соклу, са зидовима од плетера облепљеног блатом, док је првобитни кровни покривач од сламе замењен бибер црепом. На дворишној страни зграде налази се гонак са девет храстових стубова и улаз у подрум који је испод предње собе. 
Распоред просторија је традиционалан: на уличној страни је гостинска соба, кухиња, задња соба и остава. Кућа је, судећи по сачуваном делу, првобитно имала богату флоралну декорацију дрвене ограде која ју је опасивала, а од које се очувао само један део. Дрвени стубови на трему такође су раскошно декорисани. 
Изгубивши првобитну функцију становања, кућа је била напуштена. Тек доласком породице Дувњак, њиховим ангажовањем, 1996. године је започела адаптација куће, чиме је она оспособљена за становање.  